# Valletta Football Club 2021-2022
Questa voce raccoglie le informazioni riguardanti il Valletta Football Club nelle competizioni ufficiali della stagione 2021-2022.

## Maglie e sponsor
| Casa | Trasferta |

Sponsor ufficiale: Iniala

Fornitore tecnico: Joma

## Rosa

### Rosa 2021-2022
Aggiornata all'11 gennaio 2022.
| N. |                                 | Ruolo | Calciatore      |
| -- | ------------------------------- | ----- | --------------- |
| 1  | Malta (bandiera)                | P     | Yenz Cini       |
| 4  | Malta (bandiera)                | D     | Jean Borg       |
| 5  | Malta (bandiera)                | D     | Ryan Camilleri  |
| 6  | Malta (bandiera)                | C     | Tristan Caruana |
| 8  | Ghana (bandiera)                | C     | James Arthur    |
| 9  | Bosnia ed Erzegovina (bandiera) | A     | Haris Dilaver   |
| 10 | Malta (bandiera)                | C     | Shaun Dimech    |
| 11 | Malta (bandiera)                | C     | Michele Sansone |
| 13 | Malta (bandiera)                | C     | Sheldon MacKay  |
| 14 | Malta (bandiera)                | D     | Christian Gauci |
| 15 | Malta (bandiera)                | D     | Deacon Abela    |
| 17 | Malta (bandiera)                | C     | Jeremy Micallef |
| 18 | Rep. Dominicana (bandiera)      | C     | Enmy Peña       |
| 19 | Malta (bandiera)                | D     | Joseph Zerafa   |

| N. |                    | Ruolo | Calciatore          |
| -- | ------------------ | ----- | ------------------- |
| 22 | Malta (bandiera)   | A     | Isaiah Micallef     |
| 24 | Croazia (bandiera) | C     | Ivan Ćurjurić       |
| 24 | Malta (bandiera)   | C     | Rowen Muscat        |
| 26 | Italia (bandiera)  | P     | Alessandro Guarnone |
| 66 | Albania (bandiera) | C     | Eslit Sala          |
| 77 | Brasile (bandiera) | A     | Caio Henrique       |
| 89 | Malta (bandiera)   | A     | Mario Fontanella    |
| 92 | Italia (bandiera)  | C     | Kevin Tulimieri     |
| 97 | Brasile (bandiera) | A     | Lucas Campos        |
|    | Malta (bandiera)   | A     | Kyrian Nwoko        |
|    | Malta (bandiera)   | P     | Maverick Buhagiar   |
|    | Canada (bandiera)  | A     | Promise Akinpelu    |
|    | Malta (bandiera)   | P     | Anson Saliba        |